# Lijst van Waalse ministers van Binnenlandse Aangelegenheden
Dit is een lijst van ministers van Binnenlandse Aangelegenheden in de Waalse regering. 

## Lijst
| Nr.  | Minister | Minister                        | Partij | Partij      | Begin             | Einde             | Regering(en)                               | Bevoegdheid                                     |
| ---- | -------- | ------------------------------- | ------ | ----------- | ----------------- | ----------------- | ------------------------------------------ | ----------------------------------------------- |
| 1    |          | Guy Coëme (1946)                |        | PS          | 3 februari 1988   | 10 mei 1988       | Coëme                                      | Bestuur                                         |
| 2    |          | André Cools (1927-1991)         |        | PS          | 4 februari 1988   | 3 mei 1990        | Coëme, Anselme                             | Lokale Besturen                                 |
| 3    |          | Alain Van der Biest (1943-2002) |        | PS          | 3 mei 1990        | 8 januari 1992    | Anselme                                    | Lokale Besturen                                 |
| 4    |          | Guy Mathot (1941-2005)          |        | PS          | 8 januari 1992    | 25 januari 1994   | Spitaels                                   | Binnenlandse Aangelegenheden en Lokale Besturen |
| 5    |          | Bernard Anselme (1945)          |        | PS          | 25 januari 1994   | 12 juli 1999      | Collignon I, II                            | Binnenlandse Aangelegenheden                    |
| 6    |          | Jean-Marie Severin (1941)       |        | PRL         | 12 juli 1999      | 17 oktober 2000   | Di Rupo I, Van Cauwenberghe I              | Binnenlandse Aangelegenheden                    |
| 7    |          | Charles Michel (1975)           |        | PRL         | 17 oktober 2000   | 19 juli 2004      | Van Cauwenberghe I                         | Binnenlandse Aangelegenheden                    |
| 8    |          | Philippe Courard (1966)         |        | PS          | 19 juli 2004      | 15 juli 2009      | Van Cauwenberghe II, Di Rupo II, Demotte I | Binnenlandse Aangelegenheden                    |
| 9    |          | Paul Furlan (1962-2023)         |        | PS          | 15 juli 2009      | 26 januari 2017   | Demotte II, Magnette                       | Lokale Besturen en Steden                       |
| 10   |          | Pierre-Yves Dermagne (1980)     |        | PS          | 26 januari 2017   | 28 juli 2017      | Magnette                                   | Lokale Besturen en Steden                       |
| 11   |          | Valérie De Bue (1966)           |        | MR          | 28 juli 2017      | 13 september 2019 | Borsus                                     | Lokale Besturen                                 |
| (10) |          | Pierre-Yves Dermagne (1980)     |        | PS          | 13 september 2019 | 1 oktober 2020    | Di Rupo III                                | Lokale Besturen                                 |
| 12   |          | Christophe Collignon (1969)     |        | PS          | 2 oktober 2020    | 15 juli 2024      | Di Rupo III                                | Lokale Besturen                                 |
| 13   |          | François Desquesnes (1971)      |        | Les Engagés | 15 juli 2024      | heden             | Dolimont                                   | Lokale Besturen                                 |